# Lapplands tingsrätt
Lapplands tingsrätt (finska: Lapin käräjäoikeus, nordsamiska: Lappi gearretriekti, enaresamiska: Laapi keerrivriehti, skoltsamiska: Lappi suudvuõiǥâs) är en tingsrätt i landskapet Lappland i Finland. Tingsrätten ligger under Rovaniemi hovrätt. Lapplands tingsrätt har kanslier i Rovaniemi och Sodankylä, och sessionsplatser i Enare, Kittilä, Kemijärvi och Utsjoki.
Kemi-Torneå tingsrätt sammanlades med Lapplands tingsrätt den 1 januari 2019.

## Domkrets
- Enontekis kommun
- Enare kommun
- Kemi stad
- Kemijärvi stad
- Keminmaa kommun
- Kittilä kommun
- Kolari kommun
- Muonio kommun
- Pelkosenniemi kommun
- Pello kommun
- Posio kommun
- Ranua kommun
- Rovaniemi stad
- Salla kommun
- Savukoski kommun
- Simo kommun
- Sodankylä kommun
- Tervola kommun
- Torneå stad
- Utsjoki kommun
- Övertorneå kommun